# Kimbirila Nord
Kimbirila este o comună din departamentul Minignan, regiunea Folon, Coasta de Fildeș.